# Flabellicola neapolitana
Flabellicola neapolitana is een eenoogkreeftjessoort uit de familie van de Bradophilidae. De wetenschappelijke naam van de soort werd voor het eerst geldig gepubliceerd in 1918 door Gravier.